# Opt-out (Arbeitsrecht)
Opt-out (engl. für nicht mitmachen) ist ein Begriff aus dem Arbeitsrecht und beschreibt die Möglichkeit, dass Arbeitgeber und -nehmer individualvertraglich eine höhere Wochenarbeitszeit als die im Arbeitszeitgesetz (ArbZG) grundsätzlich vorgeschriebenen 48 Stunden vereinbaren.
Der Europäische Gerichtshof (EuGH) hat festgestellt, dass ein die Anwesenheit am Arbeitsort erfordernder Bereitschaftsdienst nicht zur Ruhezeit, sondern zur Arbeitszeit im Sinne der Richtlinie 2003/88/EG über bestimmte Aspekte der Arbeitszeitgestaltung zählt. Der Deutsche Bundestag änderte daraufhin 2004 das Arbeitszeitgesetz (ArbZG) und stellte den Bereitschaftsdienst mit der Arbeitsbereitschaft gleich; somit ist Bereitschaftsdienst der Arbeitszeit zuzuordnen, die im Grundsatz 48 Wochenstunden nicht überschreiten darf. Allerdings eröffnet das ArbZG die Option einer abweichenden Vereinbarung der Arbeitszeit mit oder ohne Zeitausgleich durch eine Kollektivvereinbarung, wenn Arbeitsbereitschaft oder Bereitschaftsdienst in erheblichem Umfang anfallen. Dieses sog. Opt-out lässt die geltende EU-Arbeitszeitrichtlinie ausdrücklich zu. Allerdings hat der EuGH festgestellt, dass die Zustimmung des einzelnen Arbeitnehmers zu einer Überschreitung der Höchstarbeitszeit nur individuell erfolgen könne und nicht durch die Zustimmung der gewerkschaftlichen Verhandlungspartner ersetzt werde (individuelles Opt-out). Restriktiv erklärt der EuGH, dass es für die Zustimmung des Arbeitnehmers nicht genügt, dass im Arbeitsvertrag eine individualvertragliche Verweisung auf die Zustimmung in einem Tarifvertrag enthalten ist. Vielmehr muss die Zustimmung nicht nur individuell, sondern auch frei und ausdrücklich erfolgen, was bei einer Bezugnahme auf einen Tarifvertrag regelmäßig nicht der Fall ist.
Das individuelle Opt-out kann auch im Beamtenrecht Anwendung finden, wenn landes- oder bundesgesetzliche Regelungen dies vorsehen. So sind regelmäßig besondere Vorschriften für Beamte der gemeindlichen  Feuerwehren geschaffen worden. Es ist allerdings umstritten, ob die Besoldung für die Tätigkeit im Rahmen des Opt-out verfassungsgemäß erfolgt.

## Rechtliche Rahmenbedingungen und Kontrolle von Opt-out-Regelungen
Die Einführung von Opt-out-Regelungen im Arbeitsrecht erfordert Beachtung rechtlicher Rahmenbedingungen und effektive Kontrolle. Zuständigkeiten und Verantwortlichkeiten von Arbeitgebern und Arbeitnehmern müssen klar definiert sein. Gewerkschaften und Betriebsräte spielen eine entscheidende Rolle bei der Interessenvertretung der Arbeitnehmer und der Gestaltung von Regelungen. Eine enge Zusammenarbeit und regelmäßiger Austausch zwischen Arbeitgebern, Arbeitnehmern, Gewerkschaften und Betriebsräten ist notwendig, um Probleme frühzeitig zu erkennen und zu lösen.
Staatliche Institutionen, wie Arbeitsinspektion und Sozialversicherungsträger, sind für die Überwachung und Kontrolle der Umsetzung von Opt-out-Regelungen verantwortlich. Regelmäßige Überprüfungen und Anpassungen der Regelungen sind erforderlich, um betriebliche Anforderungen und Arbeitnehmerinteressen zu berücksichtigen. Die erfolgreiche Implementierung von Opt-out-Regelungen erfordert eine enge Zusammenarbeit zwischen allen Beteiligten und Beachtung der rechtlichen Rahmenbedingungen, um die Vorteile zu nutzen und Risiken zu minimieren.